# Rebelión de Shimabara
La rebelión de Shimabara (島原の乱 Shimabara no ran?) fue un levantamiento armado de campesinos japoneses, específicamente cristianos católicos, en el periodo Edo, durante la persecución de los cristianos llamada Kirishitan. Fue uno de los pocos conflictos importantes durante el relativamente pacífico shogunato Tokugawa.

## Contexto
Se estima que el número de cristianos activos era alrededor de 200.000 en 1582. Había probablemente alrededor de 1,000 mártires conocidos durante el período misionero. Por el contrario, los cristianos atribuyen una gran importancia al martirio y la persecución, y se señala que un sinnúmero de personas más fueron despojadas de sus tierras y bienes muriendo posteriormente en la pobreza.

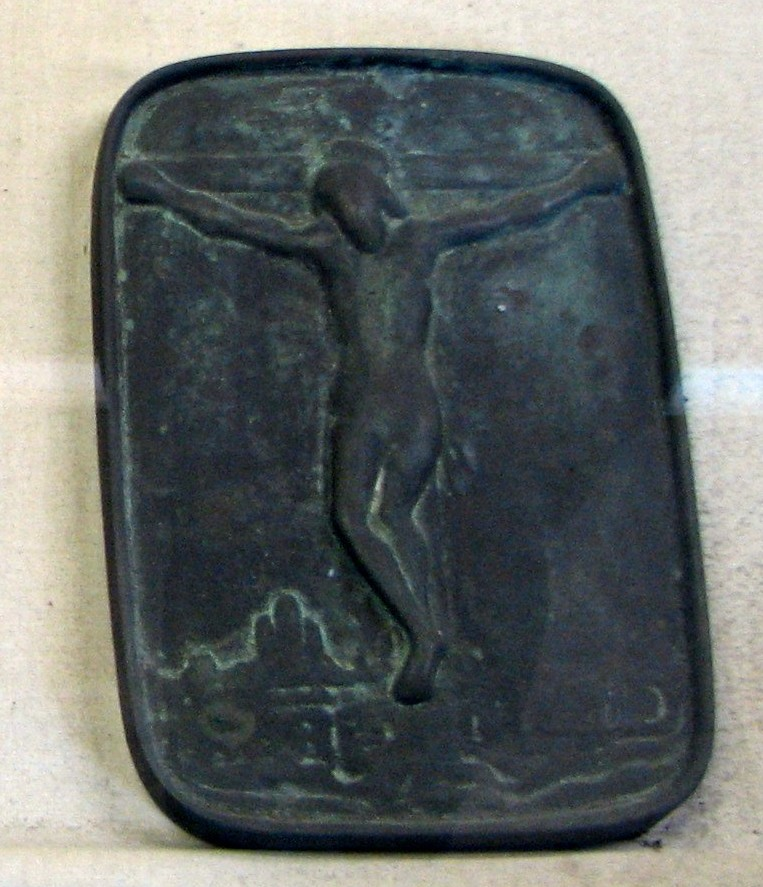
Fumi-e con la imagen de Cristo, usado para revelar a los practicantes y simpatizantes católicos.

El gobierno japonés usó el fumie para revelar las prácticas católicas y sus simpatizantes. El fumie eran imágenes de Cristo y la Virgen María. Los funcionarios del gobierno hacían que todos pisotearan esas imágenes al inicio del Año nuevo japonés. Las personas que se resistían a pisar las imágenes se identificaron como católicos y luego eran enviados a Nagasaki. La política del gobierno japonés de Edo (Tokio actual) era que apostataran de su fe. Si los católicos se negaban a cambiar de religión eran torturados; muchos de ellos negándose a abandonar su fe fueron ejecutados en el volcán Monte Unzen.
A mediados de la década de 1630, los campesinos de la península de Shimabara y de las islas Amakusa estaban insatisfechos con el pago de impuestos excesivos y sufrían los estragos de la hambruna, por lo que se sublevaron contra los señores feudales. Esto sucedió específicamente en dos territorios: en el Dominio Shimabara gobernado por Matsukura Katsuie y en el Dominio Karatsu gobernado por Teresawa Katakata. Aunque muchos historiadores piensan que la rebelión tenía fines religiosos, no contemplan el descontento en los habitantes por los aumentos excesivos en los impuestos ni la hambruna sufrida en la región. Esta situación incluyó incluso a los pescadores, artesanos y comerciantes. Al expandirse la rebelión, los distintos rōnin (samurái sin señor) del territorio se fueron uniendo al movimiento, por lo que considerar a la rebelión como una revuelta de campesinos exclusivamente no es del todo preciso.
Shimabara fue alguna vez dominio de la familia Arima, que habían sido cristianos; como resultado, muchos habitantes también lo eran. Los Arima salieron del lugar en 1614 y fueron reemplazados por la familia Matsukura. El nuevo señor, Matsukura Shigemasa, tenía aspiraciones de avanzar en la jerarquía del shogunato, por lo que se involucró en diversos proyectos de construcción incluyendo la construcción y ampliación del castillo Edo, así como en la invasión planeada a Luzón. Construyó también un nuevo castillo en Shimabara. Esto dio como resultado un aumento desproporcionado y excesivo en los impuestos cobrados a los habitantes del dominio, además de la consecuente persecución de cristianos. Incluso los holandeses que tenían un puesto de comercio en los alrededores y que no simpatizaban con la doctrina católica se sintieron amenazados por la excesiva represión. Estas políticas continuaron con el heredero de Shigemasa: Matsukura Katsuie.
Los habitantes de las islas Amakusa sufrieron la misma persecución a manos de la familia Terasawa.
Algunos de los rōnin en la región incluían algunos sirvientes de Katō Tadahiro y Sassa Narimasa, ambos antiguos gobernantes de la Provincia Higo.

## La rebelión

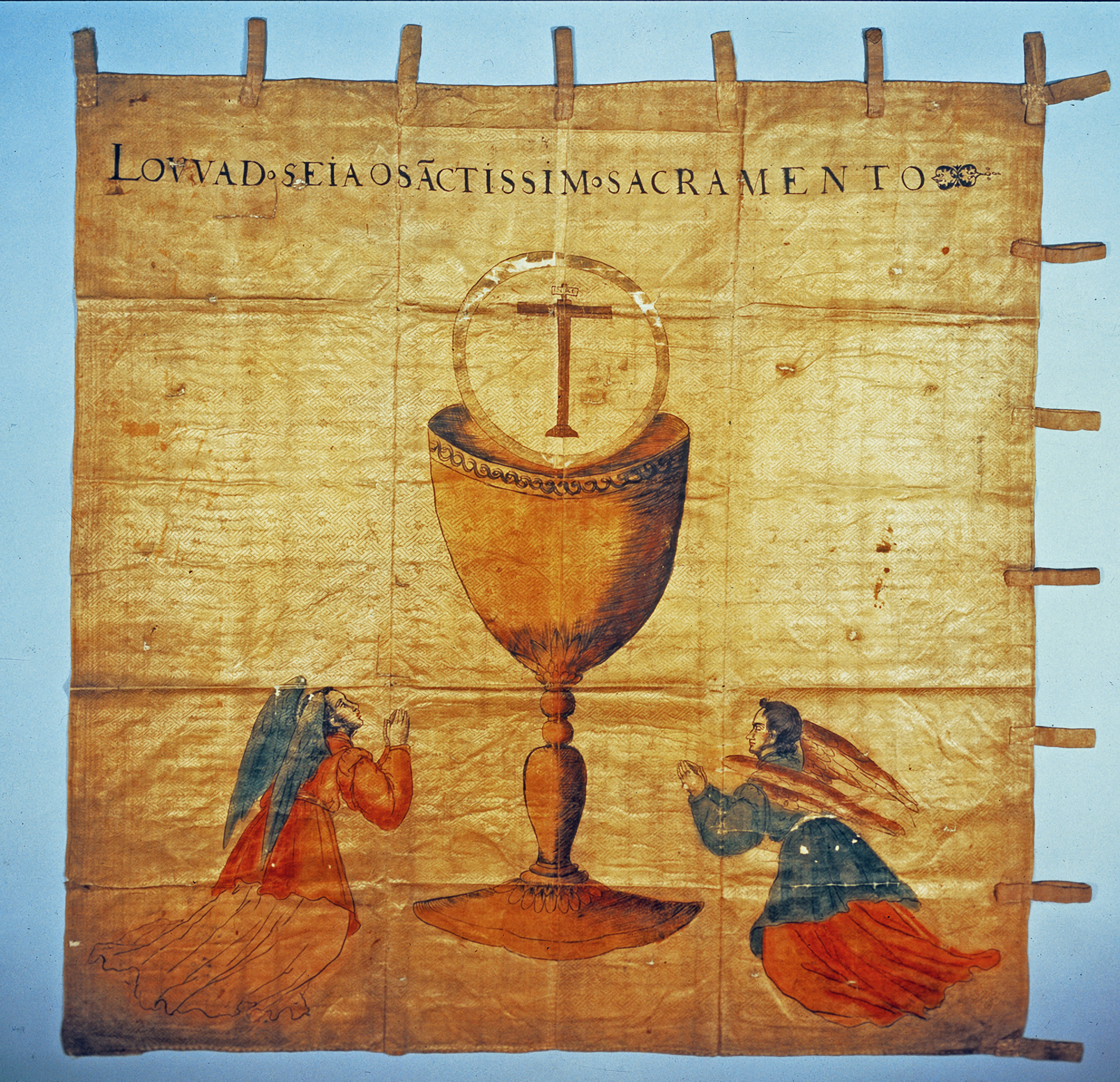
Estandarte de Amakusa Shirō, durante la Rebelión de Shimabara

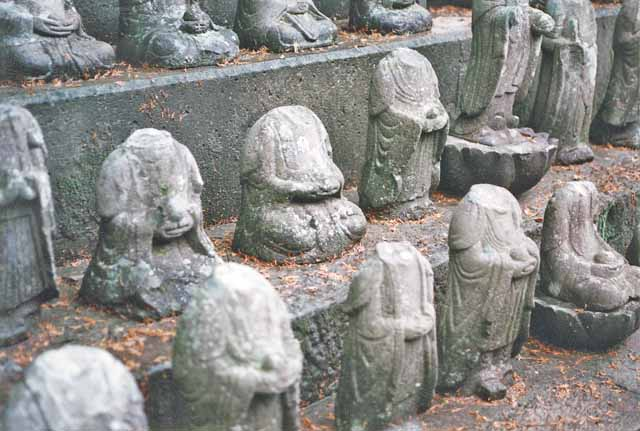
Estatuas budistas de Jizō, el bosatsu de la misericordia, decapitadas

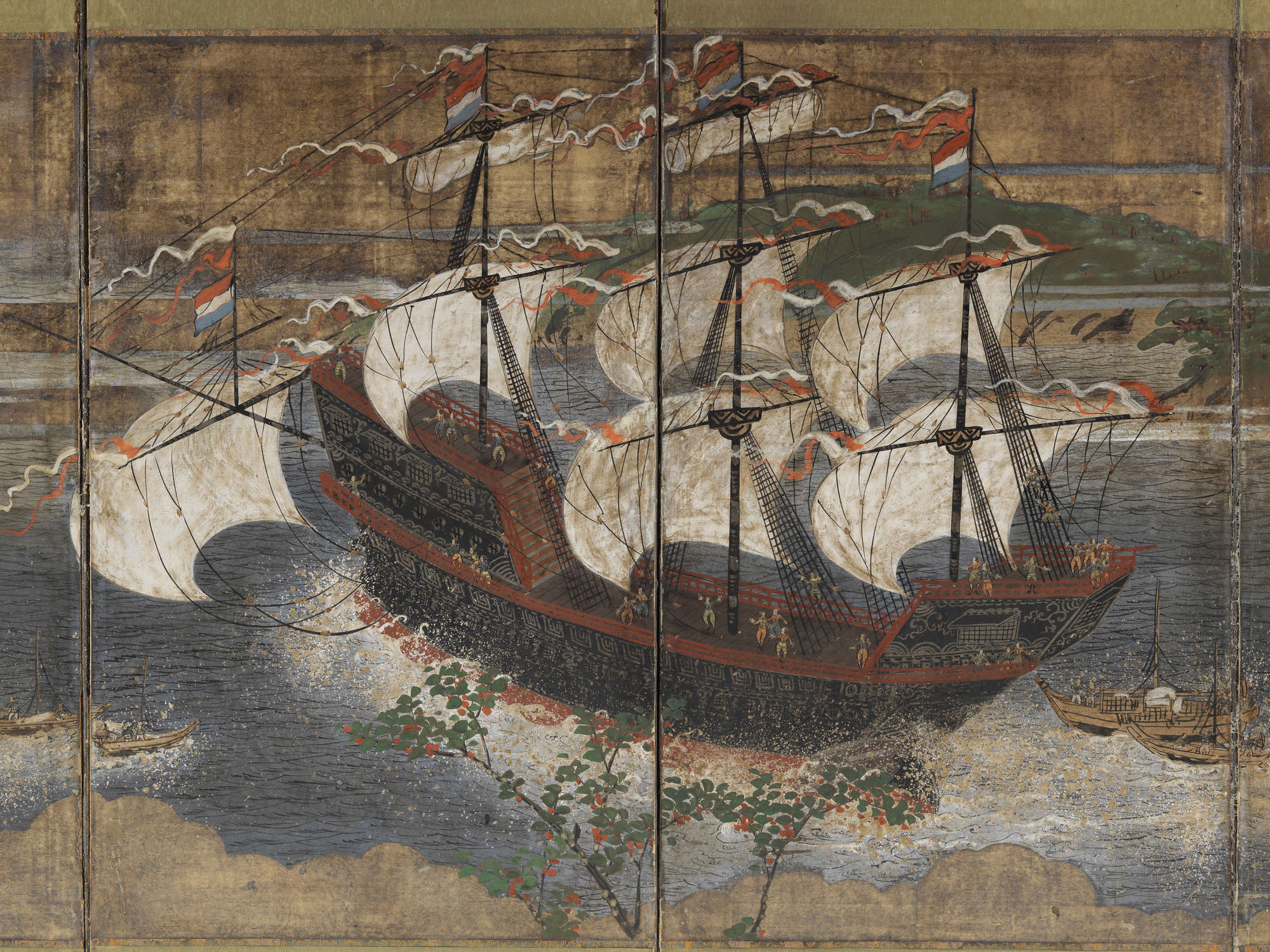
Buque 'De Ryp' en la rebelión de Shimabara

Los habitantes descontentos y los rōnin comenzaron a tener reuniones secretas y planearon la rebelión, la cual estalló en otoño de 1637, cuando el daikan (recolector oficial de impuestos) fue asesinado. Al mismo tiempo, otros se rebelaron en las islas Amakusa. Amakusa Shirō, un carismático muchacho de dieciséis años, fue escogido como el líder del movimiento.
Los rebeldes asediaron los castillos de los clanes Teresawa y Hondo pero antes de que los castillos cayeran llegaron ejércitos de los dominios vecinos de Kyūshū, obligándolos a retirarse. Las fuerzas rebeldes cruzaron el Mar Ariake y asediaron por un breve tiempo el castillo Shimabara de Matsukura Katsuie pero fueron repelidos nuevamente. En este punto las rebeldes se reunieron en el castillo Hara que había sido desmantelado anteriormente. Construyeron empalizadas utilizando la madera de los botes en los que habían cruzado el mar mencionado, además de que se armaron fuertemente con las armas, municiones y provisiones que saquearon de los almacenes del clan Matsukura.
El ejército de los dominios locales bajo el mando del shogunato Tokugawa con Itakura Shigemasa como jefe al mando, comenzó el asedio del castillo Hara. El famoso espadachín Miyamoto Musashi se sumo también al ejército para comenzar el asedio.
Cuando solicitaron ayuda a los protestantes neerlandeses éstos proveyeron armas de fuego y cañones, los cuales fueron montados en una batería de artillería en un barco de guerra, comenzando el ataque. Se dispararon cerca de 426 rondas de munición en un espacio de quince días sin lograr algún avance importante, incluso dos espías holandeses fueron asesinados por los rebeldes. Los japoneses ordenaron al barco que se retirara, por lo que los rebeldes desde el castillo les mandaron un mensaje:

¿Es que ya no hay soldados valientes en el reino para combatir contra nosotros, y no se avergüenzan de haber llamado a extranjeros en su auxilio, para luchar contra nuestro pequeño contingente?

En su intento por tomar el castillo fue asesinado Itakura Shigemasa. Más tropas bajo el mando del sustituto de Itakura, Matsudaira Nobutsuna, llegaron rápidamente al lugar. Sin embargo y a pesar de los esfuerzos de las fuerzas represivas, los rebeldes del castillo Hara, resistieron el asedio durante meses y causaron grandes bajas en el ejército del shogun. Ambos bandos sufrieron ante las condiciones de las batallas que se daban en el invierno. El 3 de febrero de 1638, un grupo pequeño de rebeldes mató a 2000 guerreros del dominio de Hizen. A pesar de esta pequeña victoria, lentamente se fueron quedando sin comida, municiones y provisiones.
Para abril de 1638 había 27 000 rebeldes luchando contra 125 000 soldados al mando del shogun. Algunos rebeldes desesperados intentaron un asalto en contra del ejército el 4 de abril pero fueron obligados a retirarse. Los sobrevivientes capturados, así como un traidor en la fortaleza confirmaron que ya no tenían ni alimentos ni pólvora.
El 12 de abril de 1638, tropas bajo el mando del clan Kuroda atacaron la fortaleza y capturaron a los defensores de la parte exterior del castillo. Los rebeldes continuaron la Resistencia ocasionando grandes bajas al ejército hasta que fueron vencidos finalmente el 15 de abril.

### Fuerzas presentes en Shimabara
- Fuerzas del shogunato Tokugawa

Comandantes:
1. Itakura Shigemasa (800 hombres)
2. Matsudaira Nobutsuna (1500 hombres)

Sub-Comandantes:
1. Toda Ujikane (2500 hombres)

- Fuerzas de los Aliados de los dominios vecinos bajo las órdenes del shogunato

1. Mizuno Katsunari,[19] Katsutoshi, Katsusada (5600 hombres)
2. Kuroda Tadayuki (18 000 hombres)
3. Arima Toyouji (8300 hombres)
4. Tachibana Muneshige (5500 hombres)
5. Matsukura Katsuie (2500 hombres)
6. Terasawa Katataka (7570 hombres)
7. Nabeshima Katsushige (35 000 hombres)
8. Hosokawa Tadatoshi (23 500 hombres)
9. Arima Naozumi (3300 hombres)
10. Ogasawara Tadazane (6000 hombres)
11. Ogasawara Nagatsugu (2500 hombres)
12. Matsudaira Shigenao (1500 hombres)
13. Yamada Arinaga, al mando de las fuerzas del Dominio Satsuma (1000 hombres)
14. Otros - 800 hombres

Total del ejército del shogunato: 125 800 hombres
- Fuerzas Rebeldes:

1. Combatientes: Alrededor de 14 000.
2. No combatientes: Alrededor de 13 000.

Total de las fuerzas rebeldes: Estimadas entre 27 000 y 37 000.

Rebelión de Shimabara batalla biombo de Saito Shuho

## Fin de la rebelión

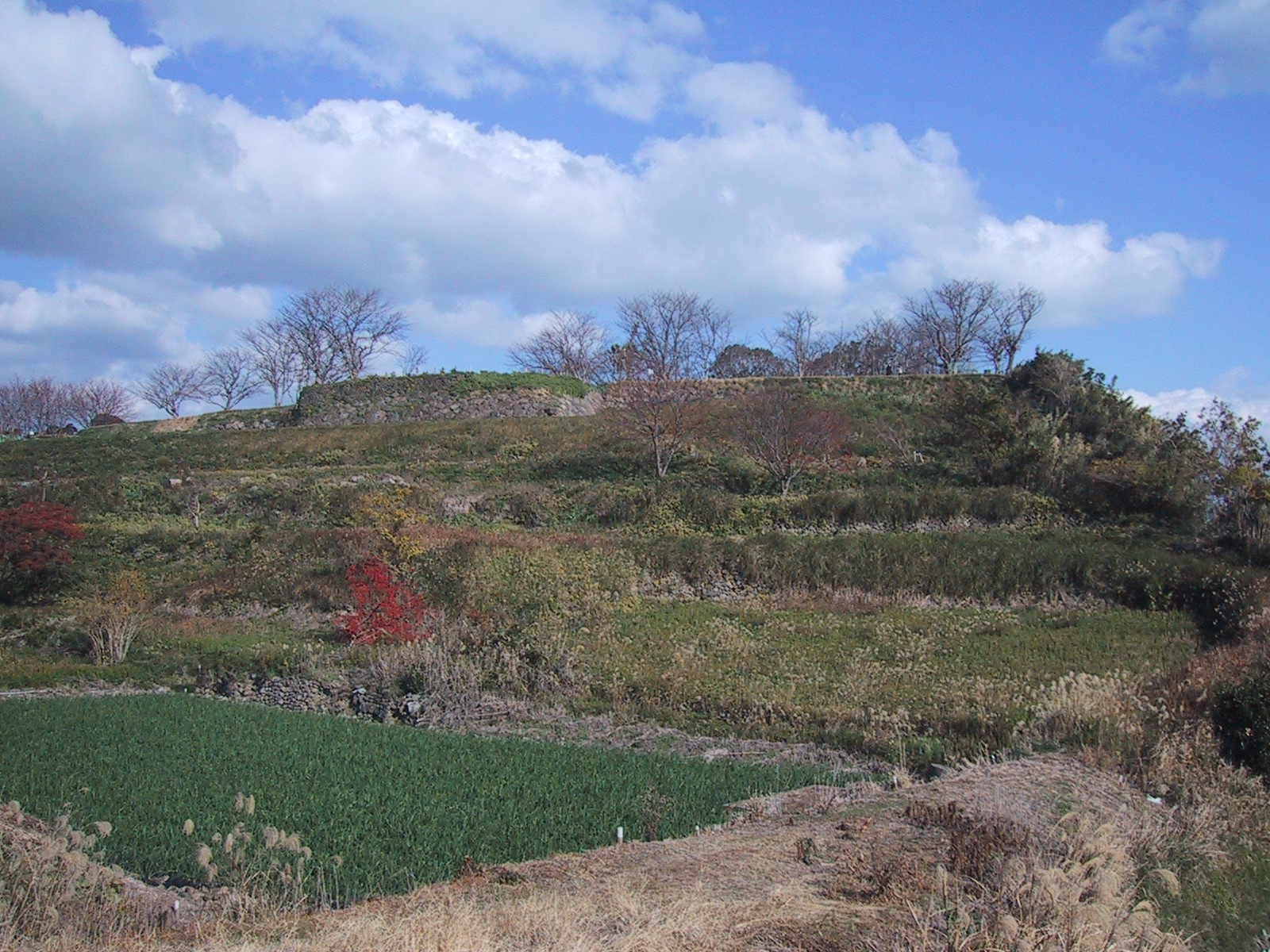
Ruinas del Castillo Hara

Después de que el castillo cayó, las fuerzas del shōgun decapitaron alrededor de 37 000 rebeldes y simpatizantes. La cabeza de Amakusa Shirō fue llevada a Nagasaki y exhibida públicamente. El castillo Hara fue incendiado en su totalidad.
El shogunato sospechó que católicos occidentales se habían involucrado en la conjura y esparcimiento de la rebelión por lo que comerciantes portugueses y españoles fueron expulsados del país en 1638, solo permitieron el comercio con los neerlandeses en la isla de Dejima. Una prohibición existente del cristianismo en Japón fue observada rigurosamente y el cristianismo en Japón sobrevivió solamente por los Kakure Kirishitan que profesaban su fe secretamente.
Otra de las acciones que tomó el shogunato después de la rebelión fue el de perdonar las contribuciones de construcción a los dominios que lo habían apoyado militarmente. Se le permitió a Matsukura Katsuie que cometiera seppuku y su dominio le fue entregado a Kōriki Tadafusa. El clan Terazawa sobrevivió pero terminó casi diez años después debido a la falta de sucesores de Katataka.
En la península de Shimabara, la mayoría de los poblados sufrieron por la falta de población debido a la rebelión. Con la finalidad de mantener la siembra de arroz y otros cultivos se trajeron inmigrantes de otras áreas de Japón para repoblar la zona.
El budismo fue promovido fuertemente en la región. Algunas costumbres que fueron introducidas en la península, se mantienen hasta el día de hoy.
La rebelión de Shimabara fue la última rebelión más grande hasta la década de 1860.